# أباكافير
الأباكافير مماكب للغوانوزين، مضاد للفيروسات القهقرية (الارتجاعية). يُعطى الأباكافير بالتشارك مع الأدوية الأخرى لفيروس الإيدز بشكل مشابه لمثبطات المنتسخة العكسية لمضاهئات النوكليوزيد، ولا يوصى باستخدامه وحيدًا. يؤخذ الدواء عن طريق الفم، ويتوافر بشكل حبوب أو محلول، ويمكن استخدامه عند الأطفال الذين تجاوزوا 3 أشهر. يُعد الأباكافير دواءً جيد التحمل.
تتضمن التأثيرات الجانبية الشائعة كلًا من الإقياء والأرق والحمى والشعور بالتعب، أما التأثيرات الجانبية الأشد تشمل فرط التحسس وتلف الكبد والحماض اللاكتيكي. يمكن أن يكشف الفحص الجيني وجود خطورة مرتفعة لتطوير فرط التحسس عند الشخص الموضوع على العلاج. تتضمن أعراض فرط التحسس الطفح الجلدي والإقياء وضيق النفس. ينتمي الأباكافير إلى فئة مثبطات المنتسخة العكسية للنوكلوزيد التي تعمل عبر حصر إنزيم المنتسخة العكسية الضروري لتنسخ فيروس عوز المناعة البشري. ينتمي الأباكافير إلى فئة النوكليوزيد كربوني الحلقة من بين مثبطات إنزيم النسخ العكسي للنوكليوزيد.
سُجلت براءة اختراع الأباكافير عام 1988، وحظي بموافقة الاستخدام في الولايات المتحدة الأمريكية عام 1998. أُدرج الدواء في قائمة الأدوية الأساسية لمنظمة الصحة العالمية وأُتيح في الأسواء بشكل دواء مكافئ. يستخدم الأباكافير عادة بالتشارك مع الأدوية الأخرى لفيروس عوز المناعة البشري مثل الأباكافير/لاميفودين/زيدوفودين أو أباكافير/دولوتغرافير/لاميفودين أو أباكافير/لاميفودين، وتُعد المشاركة بين أباكافير/لاميفودين العلاج الأساسي للمرض.

## الاستخدامات الطبية
تُستخدم حبوب الأباكافير أو محلوله الفموي بالتشارك مع عوامل أخرى مضادة للفيروسات القهقرية لعلاج الإصابة بفيروس الإيدز من النمط الأول.
ينبغي دائمًا استخدام الأباكافير بالتشارك مع عوامل أخرى مضادة للفيروسات القهقرية، وينبغي ألا يُستخدم وحيدًا عند تغيير النظم العلاجية بمضادات الفيروسات القهقرية لأن ذلك قد يسبب خسارة الاستجابة الفيروسية.

## التأثيرات الجانبية
تتضمن الارتكاسات الضارة الشائعة كلًا من الغثيان والصداع والإعياء والتقيؤ والإسهال وفقدان الشهية والأرق، بينما تتضمن التأثيرات الجانبية النادرة والخطيرة كلًا من تفاعل فرط التحسس مثل الطفح الجلدي وارتفاع مستويات الألانين أمينوترانسفيراز والأسبارتات أمينوترانسفيراز والاكتئاب والقلق والحمى/النفضان وإنتانات المجاري البولية والحماض اللاكتيكي وفرط ثلاثي غليسيريد الدم والحثل الشحمي.
ينبغي على الأشخاص المصابين بأمراض كبدية الحذر من استخدام الأباكافير لأن ذلك قد يؤدي إلى تفاقم المرض. تتضمن العلامات التي تشير إلى وجود مشاكل كبدية الغثيان والتقيؤ والألم البطني والبول الداكن واصفرار الجلد واصفرار بيضاء العين. نادرًا ما يسبب استخدام أدوية النكليوزيد مثل الأباكافير حدوث حماض لاكتيكي. تتضمن العلامات التي تشير لحدوث حماض لاكتيكي كلًا من تسارع ضربات القلب أو عدم انتظامها والألم العضلي غير المعتاد والإعياء وصعوبة التنفس وآلام المعدة المترافقة مع الغثيان والتقيؤ. يمكن أن يؤدي الأباكافير أيضًا إلى متلازمة الاستشفاء المناعي الالتهابية وتغير مستوى دهون الجسم بالإضافة إلى زيادة خطر حدوث النوب القلبية.
تطورت مقاومة الأباكافير في النسخ المختبرية من فيروس عوز المناعة البشرية التي أبدت مقاومةً أيضًا تجاه مضادات الفيروسات القهقرية النوعية لفيروس الإيدز مثل اللاميفودين والديدانوسين والزاليستابين. لا يرجح أن تكون سلالات فيروس الإيدز المقاومة لمثبطات البروتياز مقاومةً للأباكافير. يُمنع استعمال الأباكافير عند الرضع دون الثلاثة أشهر. لا يُعرف سوى القليل عن تأثيرات الجرعة الزائدة من الأباكافير، وينبغي نقل ضحايا فرط الجرعة إلى قسم الطوارئ لتلقي العلاج.

## التداخلات
لا يخضع الأباكافير خصوصًا ومثبطات إنزيم نسخ النوكليوزيد العكسي عمومًا للاستقلاب الكبدي، وبالتالي فإن تداخلاتها مع إنزيمات السيتوكروم-بّي والأدوية التي تؤثر عليها محدودة جدًا (وقد تكون معدومةً)، ورغم ذلك توجد بعض التداخلات التي تؤثر على امتصاص الأباكافير وتوافره الحيوي.
فيما يلي بعض من التداخلات الدوائية والغذائية الشائعة التي قد تحدث في أثناء الإعطاء المشترك للأباكافير:
- قد تقلل مثبطات البروتياز مثل التيبرانافير والريتونافير من التركيز المصلي للأباكافير عبر تحريض الاقتران الغلوكوروني.
- قد يرفع الإيثانول من مستويات الأباكافير عبر تثبيط نازعة هيدروجين الكحول. يُستقلب الأباكافير بوساطة نازعة هيدروجين الكحول والاقتران الغلوكوروني.
- قد يقلل الميثادون من التأثير العلاجي للأباكافير، وقد يقلل الأباكافير من التركيز المصلي للميثادون.
- قد يقلل الأورليستات من التركيز المصلي لمضادات الفيروسات القهقرية. لم تُعرف الآلية الكامنة خلف هذا التداخل بدقة لكن يُشتبه بأن يعود ذلك إلى تقليل امتصاص الأباكافير بوساطة الأورليستات.
- الكابوزانتينب: قد تزيد الأدوية التي تنتمي إلى عائلة مثبطات البروتين 2 المرتبط بالمقاومة الدوائية المتعددة «إم آر بّي 2» (مثل الأباكافير) من التركيز المصلي للكابوزانتينيب.